# Yoon Kyung-shin
Yoon Kyung-shin (kor. 윤 경신; ur. 7 lipca 1973 w Seulu) – południowokoreański piłkarz ręczny, trener. W karierze zawodniczej występował na pozycji prawego rozgrywającego. Pięciokrotny olimpijczyk (1992, 2000, 2004, 2008, 2012).
W 2001 roku został wybrany najlepszym piłkarzem ręcznym na świecie.
W 2012 roku został wybrany chorążym reprezentacji Korei Południowej na Igrzyskach Olimpijskich w Londynie.

## Kluby
- 1996-2006  VfL Gummersbach
- 2006-2008  HSV Hamburg
- 2008-2011  Doosan Werksteam

## Sukcesy

### Klubowe

#### Puchar EHF
- (2006)

#### Superpuchar DHB
- (2006)

### Reprezentacyjne

#### Igrzyska azjatyckie
- (1990, 1994, 1998, 2002, 2010)

## Nagrody
- 2001 – Najlepszy piłkarz ręczny na świecie
- 1997, 1999, 2000, 2001, 2002, 2004, 2007 – Król strzelców sezonu w Bundeslidze
- 1995, 1997 – Król strzelców Mistrzostw Świata